# Martín Aguirrezabala
Martín Aguirrezabala (nascut el 1961) és un agrònom i polític uruguaià pertanyent al Partit Colorado.
Graduat com a enginyer agrònom per la Universitat de la República.
Militant de la Llista 15, durant la presidència de Jorge Batlle Ibáñez va ser primer Subsecretari de Ramaderia, Agricultura i Pesca amb el nacionalista Gonzalo González Fernández; entre el 3 de juliol de 2003 i l'1 de març de 2005 va ocupar la titularitat de l'esmentat ministeri.
El 2008 va fundar el Moviment 15 de Maig i va començar la seva precandidatura per a les eleccions primàries de 2009, tot i que finalment es va retirar.
Durant les eleccions presidencials del 2009, va presentar la seva pròpia candidatura, "Acá y ahora".